# Рид Ричардс (киноперсонаж, 2005)
Доктор Рид Ри́чардс (англ. Dr. Reed Richards) — персонаж дилогии «Фантастическая четвёрка» Тима Стори от студии 20th Century Fox, основанный на одноимённом супергерое Marvel Comics, созданном сценаристом Стэном Ли и художником Джеком Кирби. Роль Ричардса исполнил Йоан Гриффит. Широко известен под псевдонимом Мистер Фантастик (англ. Mister Fantastic).
Рид Ричардс — выдающийся, гениальный учёный. Он намеревается использовать силу и энергию космической бури, которая в ближайшее время столкнётся с Землёй. Он отправляется в космос, стремясь воспользоваться этой энергией, и допускает первый в свой жизни просчёт, и буря поражает команду преждевременно, в результате чего все они развивают невероятные супергеройские способности. Рид в частности приобретает способность растягиваться, возможность становиться гибким и манипулировать своим телом, придавая ему любой вид, размер или форму.

## Создание образа

### Первое появление персонажа
Впервые герой появился в The Fantastic Four #1 (Ноябрь 1961) и был создан сценаристом Стэном Ли и художником Джеком Кирби. Он был одним из главных героев серии комиксов о Фантастической четвёрке. Ли заявил, что персонаж был основан на Пластичном человеке из DC Comics, который не имел своего аналога в Marvel.
Первое появление Рида Ричардса в кино состоялось в так и не вышедшем фильме «Фантастическая четвёрка» 1994 года от Constantin Film, где его сыграл Алекс Хайд-Вайт.

### Кастинг и исполнение
Изначально планировалось, что Рида Ричардса сыграет Алексис Денисоф. Ещё одним проходившим прослушивание актёром был Мадс Миккельсен. 8 июля 2004 года стало известно об утверждении валлийского актёра Йоан Гриффит на роль персонажа. 20 сентября 2004 года 20th Century Fox опубликовала первые фотографии членов Фантастической четвёрки. 4 декабря 2005 года The Hollywood Reporter сообщил, что режиссёр фильма 2005 года и весь актёрский состав вернутся к работе над сиквелом, премьера которого состоится в 2007 году.
Гриффит подписал контракт на три фильма с Fox Studios, однако, из-за кассового провала картины «Фантастическая четвёрка: Вторжение Серебряного сёрфера» у студии возникли сомнения в перспективе развития франшизы. В 2009 году стало известно, что фильмы про Фантастическую четвёрку будут перезапущены с новым актёрским составом.

### Характеризация
В то время как в комиксах Рид Ричардс был зрелым мужчиной, которому перевалило за 40 лет, создатели фильма «Фантастическая четвёрка» 2005 года сознательно молодили главных героев, чтобы создать супергеройскую франшизу, где персонажи могли бы расти и развиваться в последующих частях.
По словам Гриффита он не был знаком с комиксом Fantastic Four до получения роли, однако, прочтя первоисточник, актёр искренне полюбил как своего героя, так и мир Фантастической четвёрки в целом, охарактеризовав его как «старомодный мир добра и зла с непорочными образами необычных персонажей». Гриффит назвал своего персонажа «учёным, который в некоторой степени является занудой и чудиком. Он совершенно не замечает, что Сью Шторм влюблена в него и, безусловно, становится лидером [команды] ближе к концу [фильма]».
Исполнитель роли оценил прогресс его персонажа в картине «Вторжение Серебряного сёрфера» по сравнению с первой частью: «Он стал болеем центральным персонажей. Он гораздо лучше чувствует себя в роли лидера и своего рода отца в семье. Я в восторге от этого. Он гораздо более интересный персонаж для исполнения по сравнению с первым фильмом, где он был немного занудным и придурковатым персонажем. На этот раз я делаю шаг вперёд и становлюсь лидером. И, конечно же, наши отношения — между Сью и мной — гораздо более близкие, гораздо более настоящие». На вопрос о динамике между членами Фантастической четвёрке в сиквеле Гриффит отметил: «Я бы сказал, что им стало комфортнее, но они по-прежнему примиряются с этим. Они всё ещё обдумывают идею о том, чтобы отказаться от этой жизни, уехать куда-нибудь в сельскую местность и забыть обо всём. Что-то вроде „Я больше не хочу быть Суперменом“. Так что мы обсуждаем этот вопрос. Мы представляем их как знаменитостей, бесспорно. Каждый раз, когда они выходят за дверь, люди наблюдают за ними. Они живут среди всех жителей Нью-Йорка».
В дилогии Мистер Фантастик носил костюм из спандекса, который оказался для актёра чересчур обтягивающим, из-за чего тот был вынужден надеть гульфик.

## Биография

### Рождение Фантастической четвёрки
Рид обращается за помощью к своему старому знакомому Виктору фон Думу, в надежде, что тот профинансирует его экспедицию по изучению космического облучения. Дум соглашается, потребовав 75% прибыли, а также вызывается присутствовать на борту космического корабля. Вместе с ними в экспедицию отправляются лучший друг Рида Бен Гримм в качестве пилота, его бывшая возлюбленная Сью Шторм как руководитель генетических исследований, а также её младший брат Джонни Шторм, выполняющий роль второго пилота. Во время миссии, все пятеро подвергаются воздействию несвоевременно возникшей космической бури. Некоторое время спустя, астронавты приобретают необычные суперспособности. Каждый из них сталкивается с определёнными последствиями из-за новообретённых сил: Джонни наслаждается славой, Сью старается избегать публичности, а Бен расстаётся со своей невестой. Рид обещает вернуть друга в нормальное состояние, намереваясь воссоздать космическую бурю. Виктор, лишившийся места в компании и потерявший поддержку деловых партнёров, ко всему прочему постепенно теряет Сью, которая вновь влюбляется в Рида, отчего решает уничтожить получившую известность и признание «Фантастическую четвёрку». Несмотря на попытки Дума разобщить членов команды, Рид, Сью, Джонни и Бен объединяют усилия в сражении против него и побеждают вставшего на путь преступности Виктора. Впоследствии, Рид делает предложение Сью, на которое она с радостью соглашается.

### Серебряный Сёрфер и пришествие Галактуса
Некоторое время спустя, после победы над Доктором Думом, члены Фантастической четвёркой становятся мировыми знаменитостями. Рид и Сью готовятся к предстоящему бракосочетанию, которое СМИ характеризуют как «свадьбу века». Ситуация осложняется возникающими по всему земному шару аномалиями, из-за чего Рид, несмотря на все уговоры Сью, погружается в изучение данных явлений. В дальнейшем, команда сталкивается с Серебряным Сёрфером, инопланетным существом, ответственным за недавние беспорядки. Военные привлекают к расследованию Виктора фон Дума, изуродованное лицо которого исцелилось после встречи с пришельцем. Команде удаётся захватить Сёрфера и отделить его от доски, источника космических сил. Сёрфер раскрывает, что он является вестником Галактуса, Пожирателя Миров, пришествие которого приведёт к полному уничтожению Земли. Проникнувшись человеческой добротой Сью, Сёрфер встаёт на сторону землян, однако Виктор похищает его доску и обретает силы вестника. Рид, Бен и Сью передают свои силы Джонни, который успешно нарушает контроль Дума над доской. Сёрфер жертвует своей жизнью, чтобы остановить Галактуса и спасти Землю, по всей видимости, погибая. По прошествии этих событий, Рид и Сью женятся в Японии, однако, во время церемонии Фантастическая четвёрка получает сообщение о беспорядках в Венеции и незамедлительно отправляется на спасательную миссию.

## Другие появления
Рид Ричардс, озвученный Йоаном Гриффитом, появляется в игре Fantastic Four 2005 года, по мотивам одноимённого фильма. На бонусных уровнях персонажа озвучивает Робин Аткин Даунс. Благодаря своей эластичности Мистер Фантастик в состоянии атаковать на расстоянии, протискиваться в тесные пространства и достигать недоступных другим мест. При помощи интеллектуальных возможностей персонажа игрок способен лечить других героев, взламывать компьютеры, преодолевать системы безопасности и брать под контроль вражеское оружие, чтобы использовать его против самих противников.
В 2005 году по мотивам фильма «Фантастическая четвёрка» была выпущена игра для Game Boy под названием Fantastic Four: Flame On 2005 года, где фигурировал Мистер Фантастик.
В игре Fantastic Four: Rise of the Silver Surfer 2007 года, по мотивам одноимённого фильма, Мистера Фантастика озвучил Мэтью Камински.

## Критика и влияние
Йоан Гриффит получил смешанные отзывы за своё исполнение роли Рида Ричардса / Мистера Фантастика. Джо Лейдон из Variety отметил, что «Гриффит и Альба выглядят слишком молодо для своих ролей, однако неплохо справляются с ними». Джеймс Берардинелли из ReelViews похвалил старания актёра: «В каком-то смысле у Йоана Гриффита (проще сказать, чем произнести по буквам) задача непростая. Рид Ричардс, он же Мистер Фантастик, не самый харизматичный супергерой. Он — чудак группы. Гриффит осознаёт это и недооценивает свою роль, позволяя Риду оставаться в тени, пока обстоятельства не заставят персонажа оказаться в центре внимания».
Также рецензенты раскритиковали экранную химию между персонажами Гриффита и Джессикой Альбой, назвав роман Рида Ричардса и Сьюзан Шторм «неубедительным».

### Награды и номинации
| Год  | Фильм                                                    | Награда               | Категория                                                                       | Результат | Примечания |
| ---- | -------------------------------------------------------- | --------------------- | ------------------------------------------------------------------------------- | --------- | ---------- |
| 2006 | «Фантастическая четвёрка»                                | MTV Movie & TV Awards | Лучшая экранная команда (с Джессикой Альбой, Крисом Эвансом и Майклом Чиклисом) | Номинация | [ 24 ]     |
| 2007 | «Фантастическая четвёрка: Вторжение Серебряного сёрфера» | Razzie Award          | Худшая экранная пара (с Джессикой Альбой)                                       | Номинация | [ 25 ]     |
| 2008 | «Фантастическая четвёрка: Вторжение Серебряного сёрфера» | Teen Choice Awards    | Лучший танец                                                                    | Номинация | [ 25 ]     |

### Товары
В 2005 году Toy Biz выпустила несколько вариаций фигурок Мистера Фантастика на основе его появления в фильме 2005 года. В 2007 году Hasbro выпустила фигурку Рида Ричардса, основанную на его образе из сиквела 2007 года.